# Pinho (Boticas)
Pinho ist eine Gemeinde (Freguesia) im portugiesischen Kreis Boticas. In ihr leben 328 Einwohner (Stand 19. April 2021).